# Толлесон, Джина
Джина Мари Толлесон (англ. Gina Marie Tolleson; род. 26 марта 1969 или 4 июня 1970, Спартанберг, Южная Каролина) — американская супермодель и королева красоты, которая была коронована как «Мисс Мира Америка» 1990, а также «Мисс Мира 1990».
Перед тем как победить на федеральном конкурсе Толлесон завоевала титул Мисс Южная Каролина. В итоге она получила законное право представлять Соединённые Штаты Америки на международном конкурсе «Мисс Мира» в лондонском театре «Палладиум», где её ждал триумф. За то время, что она носила корону победительницы Джина Мари Толлесон посетила более двадцати государств, включая Великобританию, Германию, Канаду, Доминиканскую Республику, Южную Африку, Польшу, Белиз, Сальвадор, Гватемалу и другие страны планеты.
13 августа 1994 года Джина Толлесон вышла замуж за канадско-американского актера Алана Тика, но развелась с ним 29 сентября 1999 года; у неё есть сын от Тика по имени Картер Уильям (англ. Carter William). Ещё двое детей, 2005 и 2006 годов рождения, родились от второго мужа Кристиана Визенталя (англ. Christian Wiesenthal).